# Chica Vampiro
Chica Vampiro is een Colombiaanse jeugdtelevisieserie, geproduceerd door RCN Televisión. In Nederland ging de serie op 1 september 2014 in première, als Daisy de Vampier. 

## Inhoud
De serie gaat over Daisy, een meisje wier ouders vampier zijn. Op haar zestiende verjaardag komt Daisy door een verkeersongeval in het ziekenhuis terecht. De artsen hebben haar al opgegeven, maar haar ouders besluiten haar te redden door haar te bijten, waardoor ook zij een vampier wordt.

## Rolverdeling
| Acteur                             | Nederlandstalige stem | Personage            | Korte omschrijving                                  |
| ---------------------------------- | --------------------- | -------------------- | --------------------------------------------------- |
| Greeicy Rendón                     | Roos Van Der Waerden  | Daisy O'Brian        | vrouwelijke hoofdrol                                |
| Santiago Talledo                   | Pieter Verelst        | Max De La Torre      | mannelijke hoofdrol                                 |
| Eduardo Pérez                      | Hein Gerrits          | Mirco Vladimoff      | rock-ster in de vampierwereld, is verliefd op Daisy |
| Linda Patiño                       | Lizemijn Libgott      | Isadora Rasmussen    | aartsvijand van Daisy                               |
| Lorena García                      | Janneke van Dooren    | Marilyn Garcès       | klasgenote (maar geen vriendin) van Daisy           |
| Jacqueline Arenal                  | Jantine van den Bosch | Anna McLaren         | moeder van Daisy                                    |
| Juan Pablo Obregón                 | Wiebe-Pier Cnossen    | Ulysses O'Brian      | vader van Daisy                                     |
| Linda Lucía Callejas               | Onbekend              | Maria McLaren        | oma van Daisy (moeder van Ana)                      |
| Rafael Taibo                       | Onbekend              | Dracula BlackMerMoon | opa van Daisy (vader van Ana)                       |
| Gustavo Ángel                      | Onbekend              | Alvaro De La Torre   | vader van Max, buurman van de familie O'Brian       |
| Bibiana Navas                      | Onbekend              | Lynette De La Torre  | moeder van Max, buurvrouw van de familie O'Brian    |
| Norma Nivia                        | Daphne Flint          | Cathalina Vladimoff  | moeder van Mirco                                    |
| Constanza Hernández                | Onbekend              | Noëlia Pirrman       | huishoudster van de familie O'Brian                 |
| Estefany Escobar                   | Meghna Kumar          | Lucia Barragan       | beste vriendin van Daisy                            |
| David Prada                        | Onbekend              | Alexander Corchuelo  | beste vriend van Max                                |
| Erick Torres                       | Bauke van Boheemen    | Vincent O'Brian      | broertje van Daisy                                  |
| Lala Aguirre (Aura María Cárdenas) | Merith van Mensch     | Juliëtte Vladimoff   | zusje van Mirco                                     |
| Vanessa Blandón                    | Hildegard van Nijlen  | Belinda De La Torre  | zusje van Max                                       |
| Nick Salazar                       | Onbekend              | Benjamin             | klasgenoot van Daisy                                |
| Susana Posada                      | Fleur van de Water    | Zaïra Fangoria       | beste vriendin van Mirco                            |
| David Carrazco                     | Onbekend              | Pericles González    | klasgenoot van Daisy                                |
| Maia Landaburu                     | Cynthia de Graaff     | Elizabeth Pavlova    | musicallerares                                      |
| Germán Escallón                    | Onbekend              | Francisco Agudelo    | schooldirecteur                                     |

## Afleveringen
| Seizoen | Afleveringen | Uitgezonden   | Uitgezonden     | Uitgezonden      | Uitgezonden     |
| Seizoen | Afleveringen | Start seizoen | Seizoensfinale  | Start seizoen    | Seizoensfinale  |
| ------- | ------------ | ------------- | --------------- | ---------------- | --------------- |
| 1       | 120          | 14 mei 2013   | 5 november 2013 | 1 september 2014 | 5 februari 2016 |

## Liedjes
| Oorspronkelijke titel | Nederlandstalige titel                  | Personage(s)                                       |
| --------------------- | --------------------------------------- | -------------------------------------------------- |
| Chica Vampiro         | Chica Vam Vam Vam                       | Daisy                                              |
| Chica Vampiro         | Meisjesvampier                          | Daisy en Max                                       |
| Quiero Todo           | Ik wil alles                            | Daisy                                              |
| No Me Olvidé          | Ik vergeet nooit, het lied dat er klonk | Max                                                |
| Hoy Voy               | Ik ga nu                                | Mirco                                              |
| Me Hace Bien          | Het doet me goed                        | Marilyn en Max                                     |
| Cantaré               | Zingen                                  | Daisy en Max                                       |
| Nadie Mejor Que Yo    | Als ik dat nou wil                      | Marilyn                                            |
| Tanto Amor            | Veel liefde                             | Daisy en max                                       |
| Nada                  | Niets                                   | Mirco                                              |
| Voy a Comerte Entero  | Ik wil je kussen drinken                | Daisy en Mirco (in de band Daisy en haar vampiers) |
| Dame Las Buenas       | Wens me geluk                           | Daisy en Mirco                                     |
| Desde Que Yo Te Vi    | Sinds ik je gister zag                  | Marilyn en Max                                     |
| Otra Luz              | Een ander licht                         | Max                                                |
| A Sonar Corazon       | Een sonar hart                          | Max                                                |
| Chico Vampiro         | Jongens vampier                         | Max                                                |

## Prijzen en nominaties

### Kids' Choice Awards Colombia
| Jaar | Categorie              | Nominatie        | Resultaat   |
| ---- | ---------------------- | ---------------- | ----------- |
| 2014 | Favoriete tv-actrice   | Greeicy Rendón   | Genomineerd |
| 2014 | Favoriete tv-acteur    | Santiago Talledo | Genomineerd |
| 2014 | Favoriete schurk       | Lorena García    | Genomineerd |
| 2014 | Favoriete tv-programma | Chica Vampiro    | Gewonnen    |